# Proteostrenia
Proteostrenia là một chi bướm đêm thuộc họ Geometridae.